# (1647) Menelaus
(1647) Menelaus  ist ein Asteroid aus der Gruppe der Trojaner, der am 23. Juni 1957 von Seth Barnes Nicholson entdeckt wurde. Mit Trojaner bezeichnet man Asteroiden, die auf den Lagrange-Punkten auf der Bahn des Jupiter um die Sonne laufen.
Benannt wurde der Asteroid nach Menelaos, einer legendären Figur des Trojanischen Krieges.